# Dinkelland
Dinkelland é um município dos Países Baixos, situado na província de Overissel. Tem 176,83 km² de área e sua população em 2020 foi estimada em 26.545 habitantes.